# Iosif Sîrbu
Iosif Sârbu, starším pravopisem též Iosif Sârbu (25. září 1925, Șibot – 6. září 1964, Bukurešť) byl rumunský sportovní střelec, první rumunský olympijský vítěz v historii. Své historické zlato získal na hrách v Helsinkách roku 1952, v disciplíně 50 metrů libovolná malorážka 60 ran vleže. Zároveň tehdy vytvořil olympijský rekord (získal maximální počet 10 bodů ve všech 60 výstřelech). Zúčastnil se i olympijských her v Melbourne roku 1956 a v Římě roku 1960. V Melbourne byl vlajkonošem rumunské výpravy na zahajovacím ceremoniálu. Získal 50 titulů mistra Rumunska.
Se sportovní střelbou začal ve dvanácti letech, na střelnici, kterou vedl jeho otec Danila. Ten byl i jeho prvním trenérem. Již ve čtrnácti (1939) vyhrál první celostátní soutěž, Bukurešťský pohár. Po olympiádě v Helsinkách mu lékaři doporučili, aby se vzdal střelby kvůli onemocnění pravého oka. Vytvořil však systém, kterým přesunul zaměřovač z pravého oka na levé, což mu umožnilo vrátit se do střeleckých soutěží. 6. září 1964 byl nalezen mrtvý ve svém bukurešťském domě. Okolnosti jeho smrti nebyly nikdy zcela vysvětleny, ale všeobecně se má za to, že spáchal sebevraždu poté, co se mu výrazně zhoršil zrak i v levém oku a lékařský verdikt mu odepřel účast na olympijských hrách v Tokiu v roce 1964.